# بتل، شهرستان کلارک، ویرجینیا
بتل (به انگلیسی: Bethel) یک منطقهٔ مسکونی در ایالات متحده آمریکا است که در شهرستان کلارک، ویرجینیا واقع شده‌است.